# Ully-Saint-Georges
Ully-Saint-Georges település Franciaországban, Oise megyében. Lakosainak száma 1920 fő (2022. január 1.). Ully-Saint-Georges Mouy, Balagny-sur-Thérain, Cauvigny, Cires-lès-Mello, Dieudonné, Foulangues, Lachapelle-Saint-Pierre és Neuilly-en-Thelle községekkel határos.

## Népesség
A település népessége az elmúlt években az alábbi módon változott:
| Lakosok száma | 1902 | 1866 | 1889 | 1869 | 1879 | 1890 | 1895 | 1911 | 1920 |
|               | 2013 | 2015 | 2016 | 2017 | 2018 | 2019 | 2020 | 2021 | 2022 |